# Alfred Faure (stacja antarktyczna)

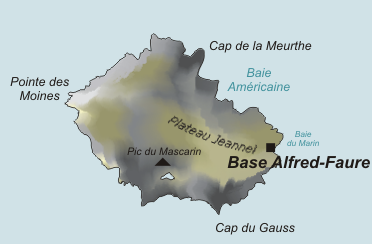
Île de la Possession

Alfred-Faure lub Port Alfred – całoroczna francuska stacja naukowa na wyspie Possession (Île de la Possession) w archipelagu wysp Crozeta, położonym w południowej części Oceanu Indyjskiego.

## Położenie i warunki
Stacja leży na płaskowyżu na wschodnim krańcu wyspy, na wysokości 143 m n.p.m. Kilka razy w roku bazę odwiedza statek badawczy Marion Dufresne, który dostarcza zaopatrzenie i załogę naukowców. Od wybrzeża stację badawczą dzieli 1,6 km.

## Historia i działalność
Stacja została wybudowana w 1961 roku i nazwana na cześć Alfreda Faure. Rozpoczęła działalność podczas polarnego lata 1963/64. W zależności od sezonu w stacji pracuje od 15 do 60 osób, zajmują się głównie meteorologią, sejsmiką, biologią i geologią.